# Urbana
Urbana je město ve Spojených státech amerických. Nachází se v okrese Champaign County, jehož zároveň správním městem, ve státě Illinois. Ve městě žije přibližně 38 tisíc obyvatel a jeho rozloha činí 30 km². Město bylo založeno roku 1833. Své sídlo zde mají Illinoiská univerzita a vysoká škola UIUC College of Media.
Asi 49 % obyvatel tvoří běloši, 19 % černoši, 18 % asiaté a přibližně 10 % hispánci.

## Rodáci
- Robert W. Holley (1922–1993) – nositel Nobelovy ceny za medicínu, 1968
- Lars Peter Hansen (* 1952) – americký ekonom
- Jonathan Kuck (* 1990)
- Roger Ebert (1942–2013) – americký filmový kritik a scenárista
- Jennie Garth (* 1972) – americká herečka a režisérka
- Zena Cardmanová (* 1987) – americká geobioložka a astronautka
- Tom Harrell (* 1946) – americký jazzový trumpetista
- Dan Graham (1942–2022) – americký výtvarný umělec

## Partnerská města
- Thionville, Francie